# Шинерпоси
Шинерпо́си (чув. Шĕнерпуç) — деревня в Чебоксарском районе Чувашской Республики. Входит в состав Шинерпосинского сельского поселения.

## География
Находится в северной части Чувашии на расстоянии менее 2 км на юго-восток по прямой от районного центра поселка Кугеси.

## Название
Берет свое название от Гидронима, название реки состоит из двух слов: Шĕнер - название голубой травы и Пуç - начало, голова, исток.
Слово Шенар имеет во многих топонимах Поволжья: Шепшенар (чув.Шеп Шенкер), Большой Шинар,
В тюркских Поволжских гидронимах названия сел с окончанием баш, паш, пус, пас, пуç - означает "исток реки". Примеров достаточно много, чисто тюркские баш: Слакбаш, Стерлибаш, Ильбеш, Шарбаш. Чувашское верхового говора: Онгапось, Варпось, Сирмапось, Шинерпось, Мерешпось и т.п. то же самое, что и «беш», «беш». Таким образом из верхового говора названия села Шупоси (Шу пуç / Шо поç — Вода исток, названия нескольких селений у Чебоксар) и сам город Шупашкар от "Шу пось кар" - Ограждённая запруда).
Чувашские поселения: ЧăллаПуç - Челно-Вершины, ТаркăнПуç - Большая Тархановка, ПайтуканПуç (ерилкино), ÇырмаПуç (сырмапусь), ТалкăшПуç (малоганькино), ĂсаПуç (смолькино), ЕршеПуç (Ершипоси), ХирПуçĕ (Хирпоси), Сăнарпуç (Санарпоси), Çăлпуç (Аксарино), Вăтапуç (Вутабоси), Чарпуç (Ямашево), Шетмĕпуç (Шатьмапоси), Шупуç (Шупоси), Юнкăпуç (Юнгапоси), Юханпуçĕ (Юганпоси), Çырпуçĕ (Сирпозе), Пушарпуç Пожарбоси, Çĕнĕ Вăрăмпуç (Воронцовка).
Татарские вокруг Казани: Субаш, Айбаш, Сулабаш, Урнашбаш, Субаш-Аты, Казанбаш, Купербаш, Ашабаш, Максабаш, Мичанбаш, Кырбаш, Мешабаш, Арбаш, Куюкбаш, Нормабаш, Бурбаш, Корсабаш, Сардекбаш, Чишма-баш, Аш бузи, Сабабаш, Княбаш, Урясьбаш, Шеморбаш и т.п.
Ербаш (чув.Ерпаш) Н.И. Золотницкий придерживался мнения, что название реки переводится как «вершина оврага»:
В ст. о Шуматовском приходе Вы речку Ербаш произвели от йор — снег, между тем как известно, что мелкие реки у чуваш — сьырмары шузам — называются более по местности; поэтому Ер есть ни что иное, как тюркское (т. старо-чувашское) а оно же и русское яр — крутой берег — нынешн. чувашск. сьыр (а от него сьырма), а башь — татарск. башы, так что Ербаш — нынешн. чувашскому сьырма позе(ь) — голова (вершина) оврага.— Письмо В. К. Магницкому, 1875 год
Селения вдоль Чебоксар (Шу баш кар) с названием:
Шупоси - Большесундырское сельское поселение
Шупоси - Сятракасинское сельское поселение
Шупоси - Красноармейский район

## История
Известна с 1858 года как околоток села Абашево с 224 жителями. В 1897 году учтено 310 жителей, в 1926 — 79 дворов, 366 жителей, в 1939—399 жителей, в 1979—372. В 2002 году было 138 дворов, в 2010—157 домохозяйств. В период коллективизации был образован колхоз «Молния», в 2010 году действовало ОАО "Гвардеец".

## Население
Постоянное население составляло 440 человек (чуваши 98 %) в 2002 году, 525 в 2010.